# Trathala extensor
Trathala extensor är en stekelart som beskrevs av Dasch 1979. Trathala extensor ingår i släktet Trathala och familjen brokparasitsteklar. Inga underarter finns listade i Catalogue of Life.